# Andreas Dörhöfer
Andreas Dörhöfer (* 2. August 1963 in Erding) ist ein ehemaliger deutscher Handballspieler. Der Linkshänder spielte meist auf Rückraum rechts.

## Leben
Dörhöfer begann seine Karriere bei der TG Rüsselsheim und spielte anschließend beim Bundesligisten MTSV Schwabing. Dörhöfer gehörte vom Aufstieg 1982 bis zum Abstieg 1988 durchgängig zum Kader der blau-gelben Münchner und gewann mit diesen 1986 den DHB-Pokal. Für die Schwabinger erzielte er in 138 Bundesligapartien 660 Treffer, davon 199 per Siebenmeter. Nach dem Bundesliga-Abstieg des MTSV ging er zum VfL Gummersbach. Mit den Gummersbachern gewann er 1991 die Deutsche Meisterschaft. 1990 und 1993 wurde er hier Torschützenkönig der Bundesliga. 1993 erfolgte der Wechsel zum Ligarivalen TV Großwallstadt, wo er unter anderem mit Jackson Richardson zusammenspielte und bei dem er 1998 seine Bundesligakarriere nach sechzehn durchgehenden Spielzeiten beendete. Anschließend ging er für kurze Zeit zurück zur TG Rüsselsheim.
Für Deutschland bestritt Dörhöfer 92 Länderspiele, in denen er 152 Tore (davon sieben per Siebenmeter) warf. Insgesamt bestritt er 424 Bundesligaspiele, in denen er 1.972 Treffer erzielte, hiervon 583 per Siebenmeter (bei 757 Versuchen, Quote 77 %). Er ist der Rekordtorschütze und Rekordsiebenmeterschütze des MTSV Schwabing in der Bundesliga.
Parallel zu seiner Handballkarriere studierte Dörhöfer in München (1982 bis 1988 Vordiplom) und an der Uni Köln (1988 bis 1993) Betriebswirtschaftslehre. Er schloss das Studium als Diplom-Kaufmann ab.
Von 1993 bis 2003 war er bei der Deutschen Bank Gruppenleiter, bevor er bei der BayernLB Bereichsleiter für „Risk Office Corporates and Financial Institutions“ wurde. Ab 1. Mai 2008 wurde er von der Bayern LB als Risiko-Vorstand in die Hypo Group Alpe Adria entsendet. Vom 1. April 2009 bis Mai 2010 war er dort stellvertretender Vorstandsvorsitzender.
Danach kehrte er zur Deutschen Bank AG zurück.
Dörhöfer wurde verdächtigt, Teil des sogenannten „Hypo Sumpfs“ gewesen zu sein, in dem Untreue und Bilanzfälschung verbreitet waren. Ein Prozess gegen die ehemaligen Vorstandsmitglieder der Hypo Alpe Adria am Landesgericht Klagenfurt endete im April 2018 mit einem Freispruch, bei dem die Einzelrichterin erklärte, sie habe diese Urteile nicht im Zweifel, sondern in der vollen Überzeugung gefällt, dass die Angeklagten nichts falsch gemacht und nichts unterlassen hätten.

## Erfolge
- Deutscher Meister 1991 (VfL Gummersbach)
- DHB-Pokal 1986 (MTSV Schwabing)
- 7. Platz bei der Weltmeisterschaft 1986
- Torschützenkönig der Saison 1989/90 mit 178/78 Toren (VfL Gummersbach)
- Torschützenkönig der Saison 1992/93 mit 212/82 Toren (VfL Gummersbach)